# 三上建築事務所
三上建築事務所（みかみけんちくじむしょ）は、茨城県水戸市にある建築設計事務所。現在の所長は益子一彦。手がけた作品は日本建築学会作品選奨やグッドデザイン賞、日本図書館協会建築賞など多数の賞を受賞している。

## 沿革
- 1934年 設立
- 1956年 合資会社として法人化
- 1962年 株式会社に組織変更
- 2002年 ISO9001認証取得

## 歴代所長
- 1963年-2005年 三上清一
- 2005年-現在 益子一彦

## 事務所
- 本部 : 茨城県水戸市大町三丁目4番36号 大町ビル2階
- 東京事務所 : 東京都台東区東上野1-1-1 O&K1.1.1ビル4階
- 九州事務所 : 佐賀県佐賀市駅前中央3丁目14番31号 サンフィールド佐賀 401号

## 作品

### 幼稚園・小学校・中学校・高校

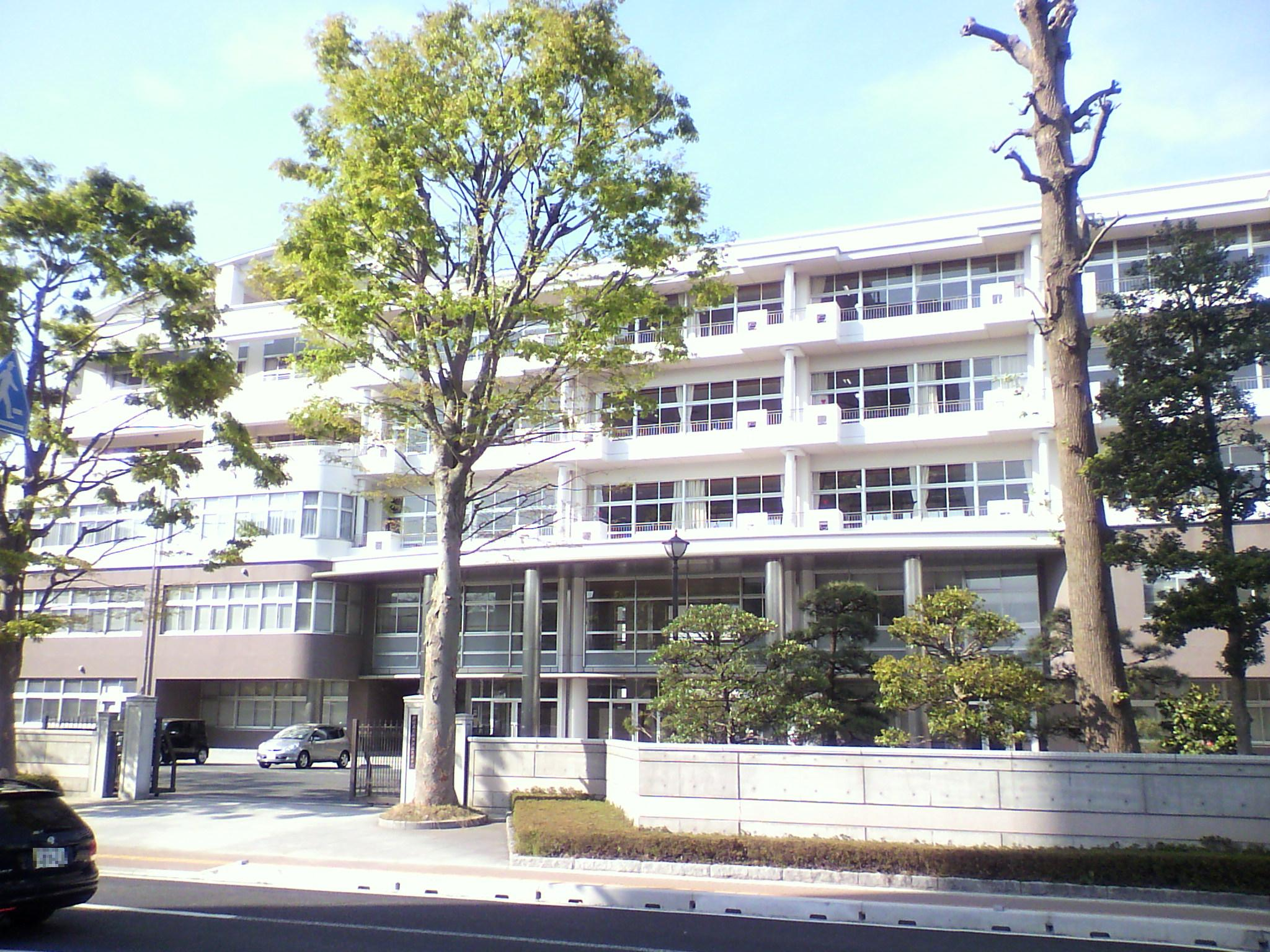
茨城県立水戸第二高等学校

- 茨城県立石岡第一高等学校 管理・普通教室棟
- 茨城県立水戸第二高等学校
- 茨城県立水海道第一高等学校・附属中学校 管理・普通教室棟
- 二松學舍大学附属柏高等学校 新体育館
- 筑波大学附属中学校・高等学校 プール
- 石岡市立八郷中学校
- 筑西市立協和中学校
- 日立市立大久保中学校
- 常陸大宮市立大宮中学校 武道場
- 茨城町立明光中学校
- 稲敷市立桜川中学校
- 大洗町立南中学校
- 日立市立駒王中学校
- 高萩市立松岡小学校
- 柏市立風早南部小学校
- 神栖町立深芝小学校
- 佐賀大学附属小学校 体育館
- 宇都宮大学松原附属幼稚園

### 大学・専門学校

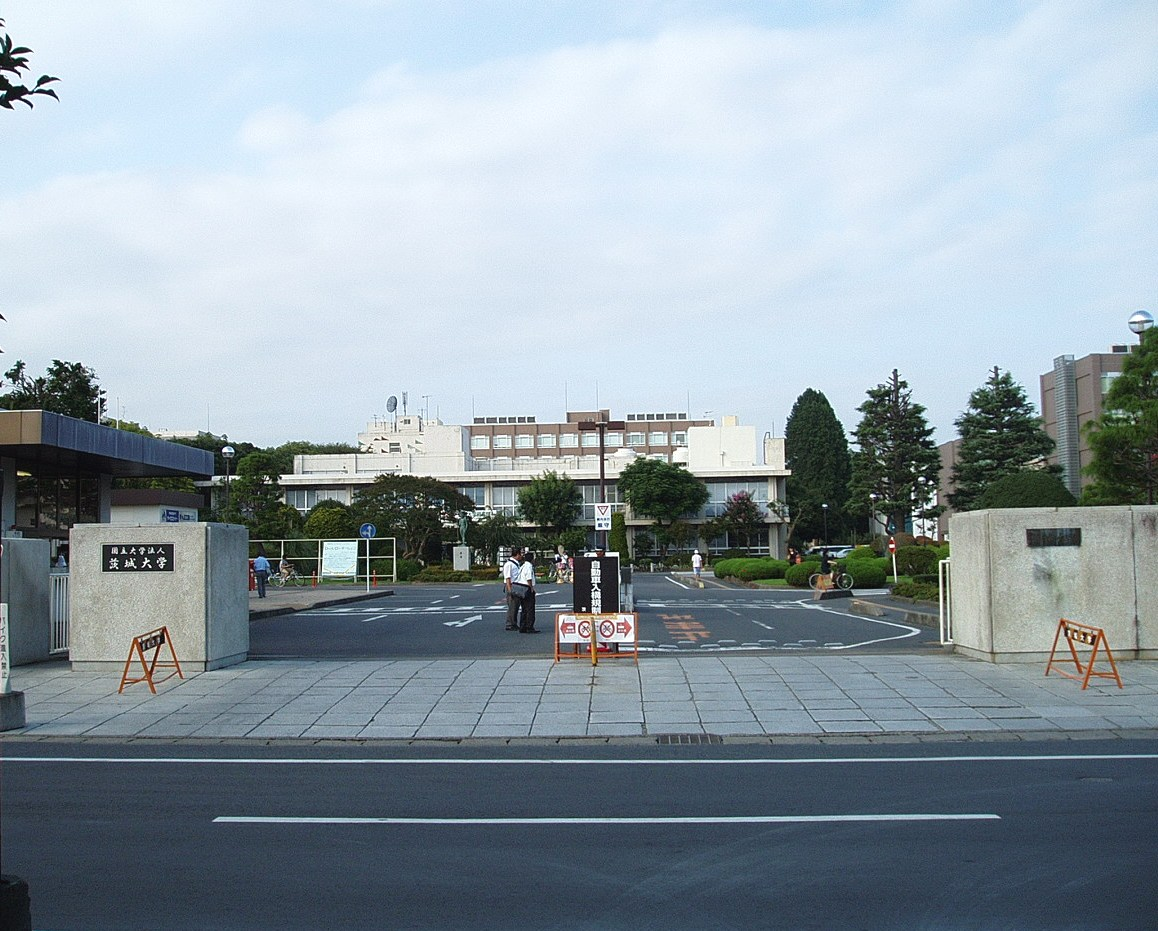
数多くの施設を手掛けている茨城大学

- 茨城大学 講堂・中成沢武道場・農学部国際交流会館など多数
- 筑波大学 環境防災研究棟・下田臨海実験センター第3研究棟など
- 筑波技術大学 非常勤講師宿泊施設 ※改修
- 秋田大学医学部40周年記念会館
- 岩手大学総合研究棟
- 佐賀大学 動物実験施設改修
- 熊本大学附属図書館中央館 ※リニューアル
- 東京理科大学 大子研修センター
- 中川学園調理技術専門学校 製菓棟

### 図書館

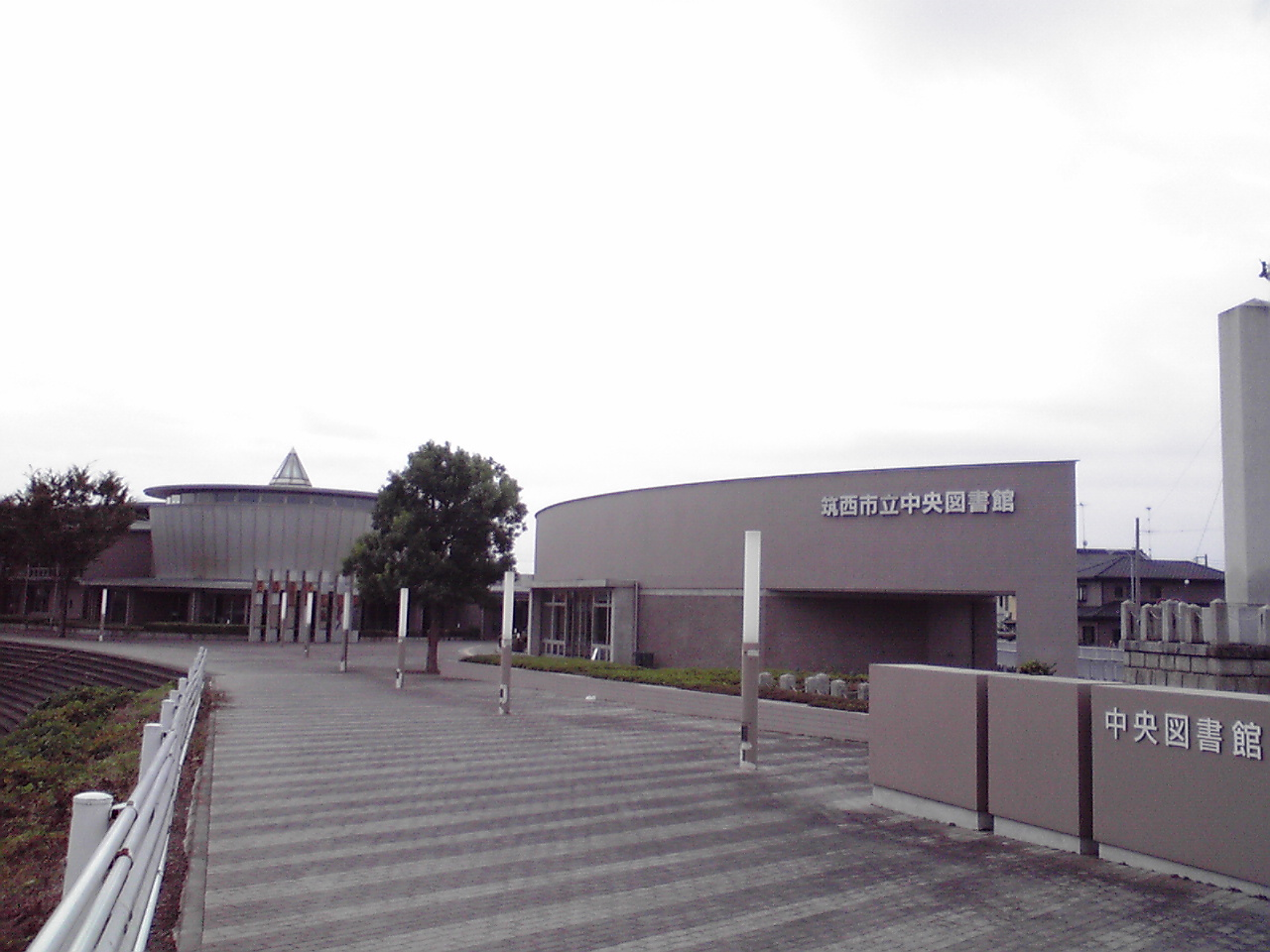
守谷中央図書館

- 熊本大学付属図書館中央館（熊本県） ※リニューアル
- 豊後高田市立図書館（大分県）
- 鉄道博物館「てっぱく図書室」（埼玉県）
- 東海村立図書館（茨城県）
- 潮来市立図書館（茨城県）
- 置戸町生涯学習情報センター（北海道）
- 結城市民情報センター（ゆうき図書館、茨城県）
- 十王町立図書館（茨城県）
- 下館市立図書館（茨城県）
- 守谷中央図書館（茨城県）

### その他公共施設
- 水戸市消防本部北消防署
- 十王駅前交番
- 大洗町幕末と明治の博物館 聖像殿
- 和紙人形美術館 山岡草常設館

## 受賞歴
| 年     | 賞                                          | 作品                                                   |
| ------ | ------------------------------------------- | ------------------------------------------------------ |
| 2015年 | 第28回 茨城建築文化賞 土木部長賞            | 茨城県立水海道第一高等学校・附属中学校管理・普通教室棟 |
| 2015年 | 第28回 茨城建築文化賞 入選                  | 鉾田サンハウス                                         |
| 2014年 | 2014年度グッドデザイン賞                    | ブックトラック [ブックトラックAT]                      |
| 2014年 | 第27回 茨城建築文化賞 土木部長賞            | 筑西市立協和中学校                                     |
| 2013年 | 北米照明学会グッドデザイン賞                | 豊後高田市立図書館                                     |
| 2013年 | 第26回 茨城建築文化賞 入選                  | パルシステム茨城みとセンター                           |
| 2012年 | 2012年度グッドデザイン賞                    | 書架［スマートスタイルI］                              |
| 2012年 | 平成23年度柏市都市景観表彰 景観賞           | 柏市立風早南部小学校                                   |
| 2012年 | 第25回 茨城建築文化賞 土木部長賞            | 日立市立大久保中学校                                   |
| 2012年 | 平成24年度 日事連建築賞 奨励賞              | 日立市立大久保中学校                                   |
| 2011年 | 第24回 茨城建築文化賞 リフォーム賞          | 東京理科大学大子研修センター                           |
| 2009年 | 第22回 茨城建築文化賞 最優秀賞              | チルドレンズ・ホーム                                   |
| 2008年 | 第21回 茨城建築文化賞 最優秀賞              | 稲敷市立桜川中学校                                     |
| 2008年 | 第24回 日本図書館協会建築賞                 | 潮来市立図書館                                         |
| 2007年 | 平成19年度 日事連建築賞 奨励賞              | 潮来市立図書館                                         |
| 2007年 | 第20回 茨城建築文化賞 最優秀賞受賞          | 潮来市立図書館                                         |
| 2007年 | いばらきデザインセレクション                | 奧久慈茶の里公園和紙人形美術館                         |
| 2006年 | 第22回 日本図書館協会建築賞                 | 置戸町生涯学習情報センター                             |
| 2006年 | 第18回 住宅月間住宅局長賞                   | 高萩市営花貫住宅                                       |
| 2006年 | 平成18年度 公立学校優良施設表彰             | 神栖市立深芝小学校                                     |
| 2006年 | 文教施設協会協会賞「教育環境の新設部門」    | 神栖市立深芝小学校                                     |
| 2006年 | 第19回 茨城建築文化賞 議会議長賞            | 中川学園調理技術専門学校製菓棟                         |
| 2005年 | 第18回 茨城建築文化賞入選                   | 祇園寺客殿・庫裡                                       |
| 2004年 | 第17回 茨城建築文化賞入選                   | 日立市立駒王中学校                                     |
| 2004年 | 公立学校優良施設表彰 文部科学大臣奨励賞     | 日立市立駒王中学校                                     |
| 2002年 | 第15回 茨城建築文化賞入選                   | 十王町立図書館                                         |
| 2002年 | 第27回 建築士事務所全国大会 建築作品優秀賞  | 十王町立図書館                                         |
| 2002年 | 平成14年度 まちづくりグリーンリボン賞       | 十王町立図書館                                         |
| 2002年 | 第15回 茨城建築文化賞入選                   | 茨城県立古河第三高等学校特別教室棟                     |
| 2002年 | 公立学校優良施設表彰 文部科学大臣奨励賞受賞 | 大洗町立南中学校                                       |
| 2002年 | 第14回 茨城建築文化賞 最優秀賞              | 大洗町立南中学校                                       |
| 2001年 | 第26回 建築士事務所全国大会 優秀賞          | 大洗町立南中学校                                       |
| 2001年 | 第14回 茨城建築文化賞 入選                  | 茨城県立盲学校寄宿舎                                   |
| 2000年 | 第16回 日本図書館協会建築賞                 | 下館市立図書館                                         |
| 2000年 | 平成12年度 まちづくりグリーンリボン賞       | 下館市立図書館                                         |
| 1999年 | 関東甲信越建築士会ブロック会賞              | 下館市立図書館                                         |
| 1999年 | 第12回 茨城建築文化賞 入選                  | 下館市立図書館                                         |
| 1999年 | 第11回 住宅月間住宅局長賞                   | 水戸市営緑岡第一住宅                                   |
| 1997年 | 第10回 茨城建築文化賞最 優秀賞              | 守谷中央図書館                                         |
| 1996年 | 平成8年度 グッド･デザイン施設選定賞         | 関彰商事下館オフィス                                   |
| 1995年 | 平成7年度 グッド･デザイン施設選定賞         | ミカミ本社                                             |
| 1995年 | 日本建築学会作品選奨                        | 茨城県営松代アパート                                   |
| 1993年 | 第6回 茨城建築文化賞                        | 瓜連町立瓜連小学校                                     |
| 1993年 | 第6回 茨城建築文化賞                        | 常磐大学短期大学部付属幼稚園遊戯室                     |
| 1988年 | 第1回 茨城建築文化賞                        | 水戸市立堀原小学校                                     |
| 1986年 | 全建賞                                      | 阿見町営曙住宅                                         |
| 1985年 | 第1回 日本図書館協会建築賞                  | 水海道市立図書館                                       |
| 1984年 | 第2回 甍賞                                  | 東海村立舟石川小学校                                   |
| 1983年 | 第1回 甍賞                                  | 水戸市斎場                                             |